# Affonsea hirsuta
Affonsea hirsuta là một loài thực vật có hoa trong họ Đậu. Loài này được Harms mô tả khoa học đầu tiên.